# Häuslerei
Eine Häuslerei war ein kleines bäuerliches Grundstück in Mecklenburg. Auf diesem befand sich ein einfaches Haus oder eine Kate mit einem Garten und dazugehörige kleine Acker- und Wiesenflächen. Die Größe des Gartens bei einer Häuslerei betrug meistens 100 Quadratruten (ca. 2500 m²). Diese reichten aber nicht, um den Unterhalt für eine Familie zu erwirtschaften. Die Häuslerei wurde deshalb nebenberuflich betrieben. Zumeist arbeitete der Häusler als Tagelöhner oder aber auch als Handwerker. Im 19. Jahrhundert wurden durch die herzoglichen Domanialämter bevorzugt Häuslereien eingerichtet und vergeben, um die herrschende Wohnungsnot zu lindern. So stieg die Zahl der Häuslereien in der Zeit von 1850 bis 1895 von 1300 auf etwa 8000. Die Gestaltung des Gebäudes war sehr schlicht: Neben der Küche, einer Kammer und einer Stube gab es auch den Stall im selben Haus. Die Gesamtfläche betrug gerade einmal 80 bis 100 Quadratmeter.